# Futbol'nyj Klub Neftjanik Ufa
Il Futbol'nyj Klub Neftjanik Ufa (in russo Футбольный клуб "Нефтяник Уфа"?) è stata una società calcistica russa con sede nella città di Ufa, capitale della Baschiria.
Ha giocato nei campionati professionisitci sovietici e russi.

## Storia
Fondata nel 1947 col nome di Kryl'ja Sovetov (cioè ali del Soviet), partecipò nello stesso anno alla seconda serie, finendo ultima. Tornò a partecipare al campionato nazionale sovietico solo nel 1957, sempre in seconda serie, col nome di Neftjanik. Nelle due annate successive cambiò ulteriormente nome prima in Devon, poi in Stroitel'. Partecipò alla seconda serie fino alla riforma dei campionati del 1962 quando finì quarta nel proprio girone, rimanendo in Klass B che fu trasformata nella terza serie.
Nel 1965, grazie al quarto posto finale, riuscì a ritornare in seconda serie. La nuova riforma dei campionati del 1969 costrinse il club ad una nuova retrocessione in terza serie, categoria che mantenne ininterrottamente fino al 1991, anno di dissoluzione dell'Unione Sovietica. Dal 1977 il club cambio nome in Gastello.
Con tale denominazione partecipò al Girone Centro della Pervaja liga 1992, in quella che fu l'unica partecipazione alla seconda serie russa, finendo penultima e retrocedendo. L'anno successivo cambiò nome in KDS Samrau e una nuova riforma dei campionati, e segnatamente la nascita della Tret'ja Liga, condannò il club alla retrocessione. Negli anni successivi cambiò tre volte nome, prima in Ėstel', poi in Agidel', infine in Stroitel'; quest'ultima denominazione segnò il passaggio dopo quarant'anni alle serie dilettantistiche, dato che nel 1996 il club non si iscrisse alla Tret'ja Liga. Nel 1997 esordì tra i dilettanti finendo secondo nel Girone Urali e a fine stagione cambiò nome in Voschod. Con tale deonominazione finì ultima nel Girone Urali, retrocedendo.
Tornò nella massima serie dilettantesca nel 2000 col nome di Stroitel', arrivando seconda nel proprio girone; l'anno seguente, il nuovo secondo posto finale, garantì al club il ritorno tra i professionisti.
Al secondo anno tra i professionisti nel 2003 il club tornò alla denominazione di Neftjanik, che mantenne fino alla fine della sua storia. Il 9 febbraio 2006 il club dopo quattro anni consecutivi di professionismo si sciolse.